# Metrickz/Diskografie
Diese Diskografie ist eine Übersicht über die musikalischen Werke des deutschen Rappers Metrickz. Seine erfolgreichste Veröffentlichung ist die Single Valentina mit über 160.000 verkauften Einheiten. Mit Rang 3 verbuchte Metrickz' drittes Album Xenon die höchste Platzierung in den deutschen Albumcharts.

## Alben

### Studioalben
| Jahr | Titel Musiklabel                   | Höchstplatzierung, Gesamtwochen, AuszeichnungChartplatzierungen (Jahr, Titel, Musiklabel, Platzierungen, Wochen, Auszeichnungen, Anmerkungen, Cover) | Höchstplatzierung, Gesamtwochen, AuszeichnungChartplatzierungen (Jahr, Titel, Musiklabel, Platzierungen, Wochen, Auszeichnungen, Anmerkungen, Cover) | Höchstplatzierung, Gesamtwochen, AuszeichnungChartplatzierungen (Jahr, Titel, Musiklabel, Platzierungen, Wochen, Auszeichnungen, Anmerkungen, Cover) | Anmerkungen                             | Cover |
| Jahr | Titel Musiklabel                   | DE | AT | CH | Anmerkungen                             | Cover |
| ---- | ---------------------------------- | --- | --- | --- | --------------------------------------- | ----- |
| 2013 | Ultraviolett Deathofmajor          | — | — | — | Erstveröffentlichung: 10. Oktober 2013  |       |
| 2015 | Ultraviolett 2 Deathofmajor        | DE4 (2 Wo.)DE | AT39 (1 Wo.)AT | CH76 (1 Wo.)CH | Erstveröffentlichung: 20. November 2015 |       |
| 2017 | Xenon Deathofmajor                 | DE3 (2 Wo.)DE | AT22 (1 Wo.)AT | — | Erstveröffentlichung: 25. August 2017   |       |
| 2018 | Ultraviolett 3 Deathofmajor        | DE68 (2 Wo.)DE | — | — | Erstveröffentlichung: 4. September 2018 |       |
| 2019 | Mufasa Deathofmajor                | DE33 (1 Wo.)DE | AT44 (1 Wo.)AT | CH60 (1 Wo.)CH | Erstveröffentlichung: 7. Juni 2019      |       |
| 2022 | Synthesizer Symphonie Deathofmajor | DE10 (1 Wo.)DE | — | — | Erstveröffentlichung: 7. Oktober 2022   |       |
| 2024 | Ultraviolett 4 Deathofmajor        | DE39 (1 Wo.)DE | — | — | Erstveröffentlichung: 29. November 2024 |       |
| 2025 | TheRAPie Deathofmajor              | DE35 (1 Wo.)DE | — | — | Erstveröffentlichung: 27. Juni 2025     |       |

### EPs
| Jahr | Titel Musiklabel               | Höchstplatzierung, Gesamtwochen, AuszeichnungChartplatzierungen (Jahr, Titel, Musiklabel, Platzierungen, Wochen, Auszeichnungen, Anmerkungen, Cover) | Höchstplatzierung, Gesamtwochen, AuszeichnungChartplatzierungen (Jahr, Titel, Musiklabel, Platzierungen, Wochen, Auszeichnungen, Anmerkungen, Cover) | Höchstplatzierung, Gesamtwochen, AuszeichnungChartplatzierungen (Jahr, Titel, Musiklabel, Platzierungen, Wochen, Auszeichnungen, Anmerkungen, Cover) | Anmerkungen                                                                           | Cover |
| Jahr | Titel Musiklabel               | DE | AT | CH | Anmerkungen                                                                           | Cover |
| ---- | ------------------------------ | --- | --- | --- | ------------------------------------------------------------------------------------- | ----- |
| 2014 | Kamikaze Death of Major        | — | — | — | Erstveröffentlichung: 29. April 2014                                                  |       |
| 2015 | Phantom                        | — | — | — | Erstveröffentlichung: 2015 Teil des Boxsets von Ultraviolett 2                        |       |
| 2016 | Raw Death of Major             | — | — | — | Erstveröffentlichung: 18. Oktober 2016                                                |       |
| 2016 | Nova Death of Major            | — | — | — | Erstveröffentlichung: 20. Dezember 2016                                               |       |
| 2017 | Shadow Death of Major          | — | — | — | Erstveröffentlichung: 25. August 2017 Teil des Boxsets von Xenon                      |       |
| 2019 | Reloaded Deathofmajor          | — | — | — | Erstveröffentlichung: 2. Mai 2019 auch als Teil des Boxsets von Mufasa veröffentlicht |       |
| 2020 | Nie Wieder Winter Deathofmajor | — | — | — | Erstveröffentlichung: 18. Dezember 2020                                               |       |
| 2022 | Verlorene Lieder Deathofmajor  | — | — | — | Erstveröffentlichung: 3. Oktober 2022                                                 |       |
| 2023 | Verlorene Liebe Deathofmajor   | — | — | — | Erstveröffentlichung: 8. Juni 2023                                                    |       |
| 2023 | Sonne & Vollmond Deathofmajor  | — | — | — | Erstveröffentlichung: 9. Juni 2023                                                    |       |
| 2023 | DODO Deathofmajor              | — | — | — | Erstveröffentlichung: 22. Dezember 2023                                               |       |

## Singles
| Jahr | Titel Album                               | Höchstplatzierung, Gesamtwochen, AuszeichnungChartplatzierungen (Jahr, Titel, Album, Platzierungen, Wochen, Auszeichnungen, Anmerkungen, Cover) | Höchstplatzierung, Gesamtwochen, AuszeichnungChartplatzierungen (Jahr, Titel, Album, Platzierungen, Wochen, Auszeichnungen, Anmerkungen, Cover) | Höchstplatzierung, Gesamtwochen, AuszeichnungChartplatzierungen (Jahr, Titel, Album, Platzierungen, Wochen, Auszeichnungen, Anmerkungen, Cover) | Anmerkungen                                             | Cover |
| Jahr | Titel Album                               | DE | AT | CH | Anmerkungen                                             | Cover |
| ---- | ----------------------------------------- | --- | --- | --- | ------------------------------------------------------- | ----- |
| 2013 | Valentina Ultraviolett                    | DE— GoldDE | AT— GoldAT | — | Erstveröffentlichung: 2013 Verkäufe: + 165.000          |       |
| 2014 | Durch die Stadt Kamikaze                  | — | — | — | Erstveröffentlichung: 2014                              |       |
| 2015 | Schwarzer BMW Ultraviolett 2              | — | — | — | Erstveröffentlichung: 2015                              |       |
| 2016 | Villa Raw                                 | — | — | — | Erstveröffentlichung: 18. Oktober 2016 feat. RAF Camora |       |
| 2017 | Weihrauch Xenon                           | DE96 (1 Wo.)DE | — | — | Erstveröffentlichung: 2017                              |       |
| 2017 | Footprints Xenon                          | — | — | — | Erstveröffentlichung: 2017                              |       |
| 2017 | Status Quo –                              | — | — | — | Erstveröffentlichung: 2017                              |       |
| 2018 | Nach oben fallen Ultraviolett 3           | — | — | — | Erstveröffentlichung: 2018                              |       |
| 2018 | Keine Freunde Ultraviolett 3              | — | — | — | Erstveröffentlichung: 2018                              |       |
| 2018 | Rocky Marciano Ultraviolett 3             | — | — | — | Erstveröffentlichung: 2018                              |       |
| 2019 | Vergissmeinnicht Ultraviolett 3           | — | — | — | Erstveröffentlichung: 2019                              |       |
| 2019 | Wald Mufasa                               | — | — | — | Erstveröffentlichung: 2019                              |       |
| 2019 | Mama Mufasa                               | — | — | — | Erstveröffentlichung: 2019                              |       |
| 2019 | Kämpferherz Mufasa                        | — | — | — | Erstveröffentlichung: 2019                              |       |
| 2022 | Nachtgebet Synthesizer Symphonie          | — | — | — | Erstveröffentlichung: 8. Juli 2022                      |       |
| 2022 | Nike Pullover Synthesizer Symphonie       | — | — | — | Erstveröffentlichung: 29. Juli 2022                     |       |
| 2022 | Siegerherz Synthesizer Symphonie          | — | — | — | Erstveröffentlichung: 12. August 2022                   |       |
| 2022 | Monster unterm Bett Synthesizer Symphonie | — | — | — | Erstveröffentlichung: 9. September 2022                 |       |
| 2023 | Miese Laune Sonne & Vollmond              | — | — | — | Erstveröffentlichung: 26. Mai 2023 feat. Tream          |       |
| 2023 | Flügeltüren DODO                          | — | — | — | Erstveröffentlichung: 11. August 2023                   |       |

## Statistik

### Chartauswertung
|                     | DE    | AT    | CH    |
| ------------------- | ----- | ----- | ----- |
| Nummer-eins-Alben   | DE—DE | AT—AT | CH—CH |
| Top-10-Alben        | DE3DE | AT—AT | CH—CH |
| Alben in den Charts | DE7DE | AT3AT | CH2CH |

|                       | DE    | AT    | CH    |
| --------------------- | ----- | ----- | ----- |
| Nummer-eins-Singles   | DE—DE | AT—AT | CH—CH |
| Top-10-Singles        | DE—DE | AT—AT | CH—CH |
| Singles in den Charts | DE1DE | AT—AT | CH—CH |

### Auszeichnungen für Musikverkäufe
Anmerkung: Auszeichnungen in Ländern aus den Charttabellen bzw. Chartboxen sind in ebendiesen zu finden.
| Land/RegionAuszeichnungen für Musikverkäufe (Land/Region, Auszeichnungen, Verkäufe, Quellen) | Gold     | Platin | Verkäufe | Quellen           |
| -------------------------------------------------------------------------------------------- | -------- | ------ | -------- | ----------------- |
| Deutschland (BVMI)                                                                           | Gold1    | —      | 150.000  | musikindustrie.de |
| Österreich (IFPI)                                                                            | Gold1    | —      | 15.000   | ifpi.at           |
| Insgesamt                                                                                    | 2× Gold2 | —      |          |                   |